# ۱۰۰ سلبریتی چینی فوربز

۱۰۰ سلبریتی چینی فوربز (به انگلیسی: Forbes China Celebrity 100) فهرستی سالانه است که توسط فوربز منتشر می‌شود و سلبریتی‌های اثرگذار چینی را رتبه‌بندی می‌کند. نخستین انتشار فهرست در سال ۲۰۰۴ بوده‌است و با فهرست ۱۰۰ ستاره ثروتمند فوربز نیز شباهت دارد. فاکتورهایی که در نظر گرفته می‌شوند درآمد، بازدیدها در موتورهای جستجو و قرار گرفتن در معرض روزنامه‌ها، مجلات و تلویزیون هستند.
در سال ۲۰۱۰ این فهرست شامل سلبریتی‌های چینی متولد هنگ کنگ، تایوان و سایر کشورها و مناطق شد. تا قبل از سال ۲۰۱۰، این فهرست فقط شامل سلبریتی‌هایی بود که در سرزمین اصلی چین متولد شده بودند. در سال ۲۰۱۶ به دلیل متوقف شدن فعالیت فوربز در چین این فهرست نیز متوقف شد اما در سال ۲۰۱۷ این فهرست دوباره احیا شد.